# Rattus leucopus ratticolor
Rattus leucopus ratticolor is een ondersoort van de rat Rattus leucopus die voorkomt ten zuiden van de Snow Mountains in Irian Jaya, tussen de riveren Tiponé en Digoel. Het is de enige Rattussoort in die regio, op geïntroduceerde soorten na. De kop=romplengte bedraagt 170 tot 250 mm, de staartlengte 135 tot 218 mm en de achtervoetlengte 37,5 tot 47 mm. Het dier heeft een zeer stekelige vacht die sterk lijkt op die van R. l. ringens. De haren op de rug worden tot 18 mm lang, die op de buik tot 12 mm. Alle exemplaren hebben een witte staartpunt. Na R. jobiensis is dit dier de grootste vorm van Rattus in de omgeving van Nieuw-Guinea. Deze rat leeft ook in de nabijheid van mensen en komt het meeste voor bij rivieren.